# Jumpin’ Jack Flash (film)
Jumpin’ Jack Flash – komedia amerykańska w reżyserii Penny Marshall.

## Fabuła
Film opowiada historię Teresy „Terry” Doolittle (Whoopi Goldberg), nowojorskiej bankierki pracującej na Manhattanie. Pewnej nocy na ekranie jej monitora pojawia się wiadomość od mężczyzny nazywającego się „Jumpin’ Jack Flash” proszącego o pomoc. Mężczyzna okazuje się agentem brytyjskiego wywiadu, który utknął w Związku Radzieckim i którego ściga KGB.

## Role główne
- Whoopi Goldberg – Terry Dolittle
- Stephen Collins – Marty Phillips
- John Wood – Jeremy Talbott
- Carol Kane – Cynthia
- Annie Potts – Liz Carlson
- Peter Michael Goetz – James Page
- Roscoe Lee Browne – Archer Lincoln
- Sara Botsford – Lady Sarah Billings
- Jeroen Krabbé – Mark Van Meter
- Vyto Ruginis – Carl
- Jonathan Pryce – Jack